# Erich Rademacher

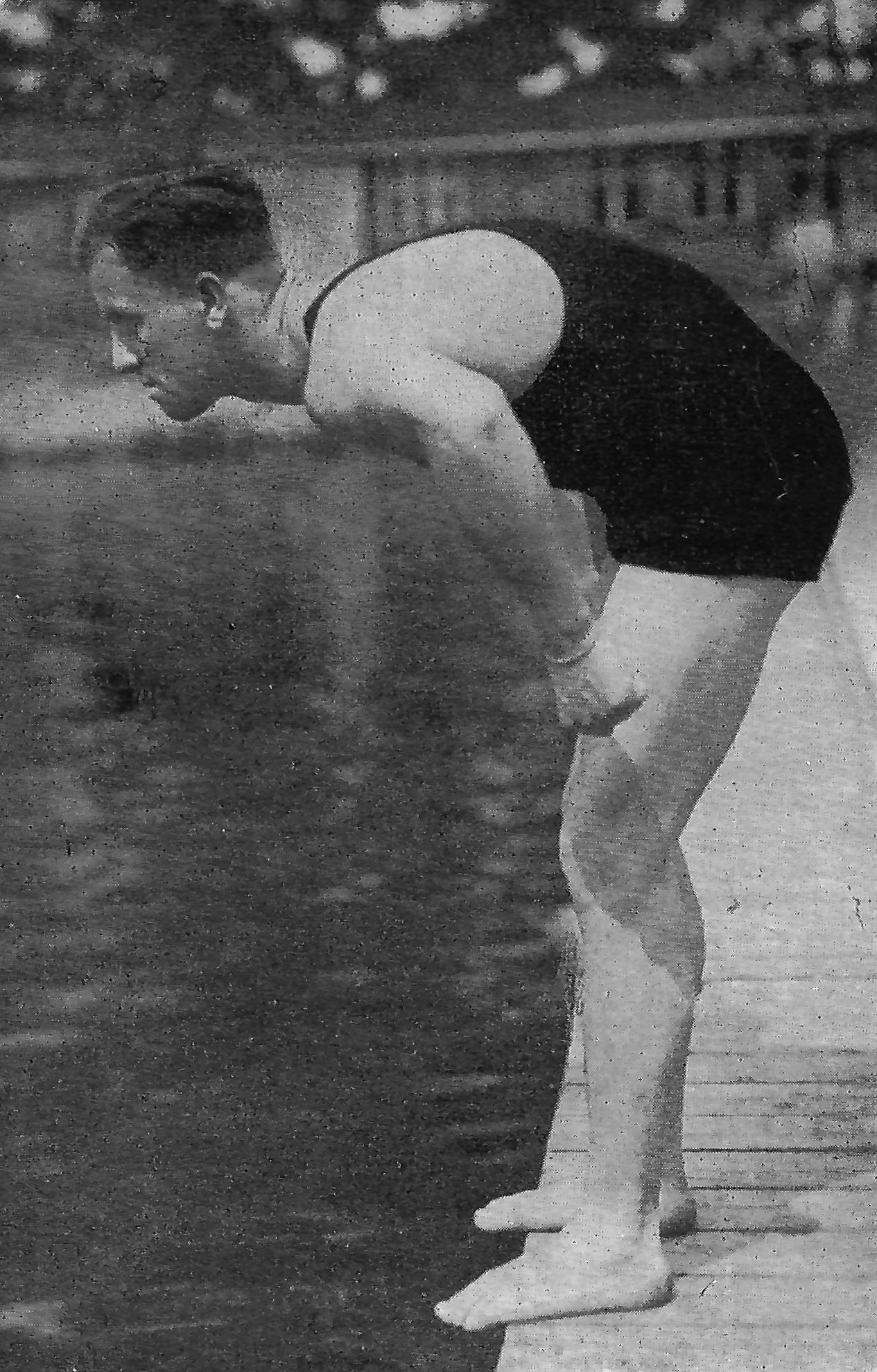
Rademacher in den 1920er Jahren, wohl in Magdeburg

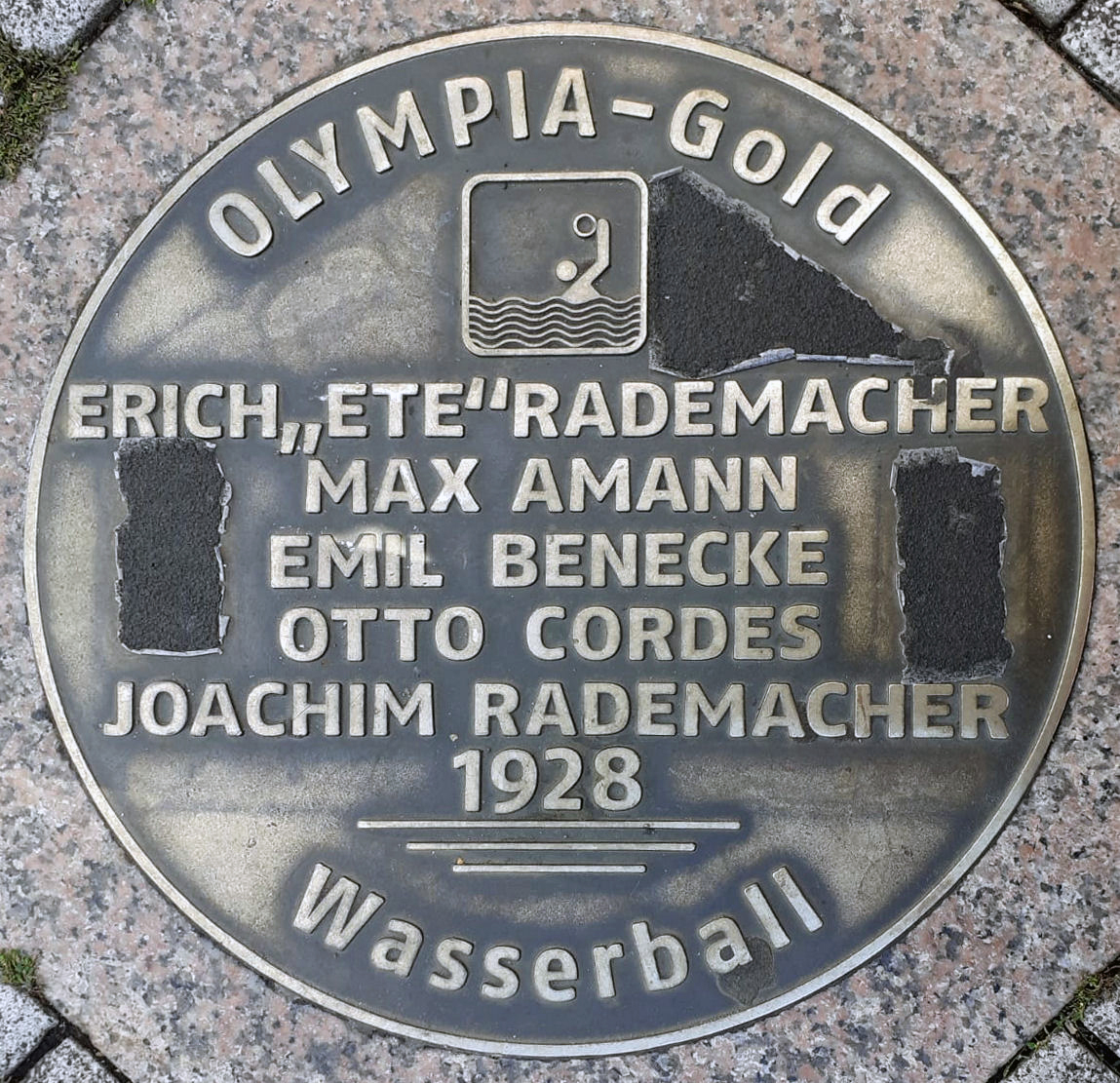
Sports Walk of Fame in Magdeburg

Erich „Ete“ Rademacher (* 9. Juni 1901 in Magdeburg; † 2. April 1979 in Stuttgart) war ein deutscher Schwimmer.

## Leben
Erich Rademacher, gelernter Versicherungskaufmann, galt in seiner aktiven Zeit als bester Schwimmsportler Deutschlands. Er wird in einer Reihe mit Arne Borg, Andrew Charlton, Gertrude Ederle, Duke Kahanamoku und Johnny Weißmüller als erfolgreichster Schwimmer der 1920er Jahre genannt.
Seine sportliche Karriere begann beim SC Hellas Magdeburg, in dessen Knabenstaffel er 1913 seinen ersten Sieg errang. Über einen Zeitraum von annähernd 20 Jahren startete er für diesen Verein.
Er stellte in dieser Zeit 30 Weltrekorde auf und gewann eine Vielzahl von Schwimm-, aber auch Wasserballwettbewerben. Im Jahr 1924 hielt er sämtliche Weltrekorde über 100, 200, 400, und 500 Meter im Bruststil. Am Ende seiner Laufbahn konnte er auf 998 Siege zurückblicken. Achtmal wurde er Deutscher Meister über 100 Meter Brust. Er gewann Europameisterschaftstitel und konnte auch bei Olympischen Spielen Medaillen erringen. Gerade in seiner leistungsstärksten Zeit konnte er jedoch an den Olympischen Spielen von 1920 und 1924 nicht teilnehmen, da Deutschland als Folge des Ersten Weltkrieges von einer Teilnahme ausgeschlossen war. Er absolvierte 1926 eine Schwimmtournee durch die USA und 1927 durch Japan. Im Jahr 1928 wurde er mit der deutschen Mannschaft Olympiasieger im Wasserball.
Sein Bruder Joachim Rademacher war ebenfalls ein erfolgreicher Schwimmer. Eine Schwimmhalle auf dem Fliegerhorst der Bundeswehr in Wunstorf bei Hannover wurde nach ihm benannt. Erich Rademacher trat zum 1. Mai 1933 der NSDAP bei (Mitgliedsnummer 1.977.589).

## Erfolge
1919
34. Deutsche Meisterschaften, 100 Meter Brust, Deutscher Meister
1920
Berlin, 400 Meter Brust; 6:29,5 Minuten (Weltrekord)
35. Deutsche Meisterschaften, 100 Meter Brust, Deutscher Meister
1921
Wien, 400 Meter Brust; 6:12,8 Minuten (Weltrekord)
36. Deutsche Meisterschaften, 100 Meter Brust, Deutscher Meister
1922
Amsterdam, 200 Meter Brust; 2:54,4 Minuten (Weltrekord)
1923
Göteborg, 400 Meter Brust (Weltrekord)
38. Deutsche Meisterschaften, 100 Meter Brust, Deutscher Meister
1924
Budapest, 200 Yards (182,88 Meter) Brust; 2:35,6 Minuten (Weltrekord)
39. Deutsche Meisterschaften, 100 Meter Brust, Deutscher Meister
1925
Leipzig
100 Meter Brust; 1:15,9 Minuten (Weltrekord)
400 Meter Brust; 6:05,0 Minuten (Weltrekord)
500 Meter Brust; 7:40,8 Minuten (Weltrekord)
40. Deutsche Meisterschaften, 100 Meter Brust, Deutscher Meister
1926
New Haven, 400 Meter Brust; 5:50,2 Minuten (Weltrekord)
41. Deutsche Meisterschaften, 100 Meter Brust, Deutscher Meister
1927
Brüssel, 200 Meter Brust, 2:48,0 Minuten (Weltrekord)
Bologna, 100 Meter Brust, 2:55,2 Minuten, Europameister
42. Deutsche Meisterschaften, 100 Meter Brust, Deutscher Meister
1928
IX. Olympische Sommerspiele, Amsterdam
Goldmedaille im Wasserball
Silbermedaille über 200 Meter Brust; 2:50,6 Minuten
1932
X. Olympische Sommerspiele, Los Angeles
Silbermedaille im Wasserball (eingesetzt als Torwart)

## Ehrungen
Im Jahr 1972 wurde er in die Ruhmeshalle des internationalen Schwimmsports aufgenommen.
Die Stadt Magdeburg benannte ihm zu Ehren eine Straße als Rademacherweg und ein Freibad als Erich-Rademacher-Bad.
2008 wurde er in die Hall of Fame des deutschen Sports aufgenommen.